# شتاينهاوزن
شتايتهاوزن (بالألمانية: Steinhausen) هي مدينة في كانتون تسوج في سويسرا، ورد ذكرها باسم Steinhusin في وثائق تعود لعام 1173. يزيد عن سكانها عن 10 آلاف نسمة، ويوجد بها محطتي قطار.

## استشهادات
1. ↑  "Arealstatistik Standard - Gemeinden nach 4 Hauptbereichen" (بالألمانية). Bundesamt für Statistik. Retrieved 2019-01-13.
2. ↑  "Ständige Wohnbevölkerung nach Staatsangehörigkeitskategorie Geschlecht und Gemeinde; Provisorische Jahresergebnisse; 2018" (بالألمانية). Bundesamt für Statistik. 9. April 2019. Retrieved 11 أبريل 2019. {{استشهاد ويب}}: تحقق من التاريخ في: |publication-date= (help)
3. ↑  GeoNames (بالإنجليزية), 2005, QID:Q830106